# (27591) Rugilmartin
(27591) Rugilmartin est un astéroïde de la ceinture principale d'astéroïdes.

## Description
(27591) Rugilmartin est un astéroïde de la ceinture principale d'astéroïdes. Il fut découvert le 2 janvier 2001 à Socorro (Nouveau-Mexique) par le projet LINEAR. Il présente une orbite caractérisée par un demi-grand axe de 2,36 UA, une excentricité de 0,07 et une inclinaison de 5,2° par rapport à l'écliptique.

## Compléments